# Chlorognesia
Chlorognesia là một chi bướm đêm thuộc họ Noctuidae.